# 1. HOL za žene 2019./20.
Prva hrvatska odbojkaška liga je predstavljala ligu drugog stupnja odbojkaškog prvenstva Hrvatske za žene u sezoni 2019./20. 
 
U "Prvoj ligi" je sudjelovalo 10 klubova. 
Zbog pandemije COVID-19 su natjecanja prekinuta u ožujku, te kasnije obustavljena, priznajući zatečeni poredak kao konačni.

 

U trenutku prekida lige vodeća ekipa je bila "Mladost II" iz Zagreba. 

## Sustav natjecanja
"Prva liga" se igrala u dva dijela: 
 
1. dio – 10 klubova igra dvokružnu ligu (18 kola) 
 
2. dio – na osnovu lige iz prvog dijela formiraju se dvije skupine: 
- "1. skupina" – prvih pet ekipa iz prvog dijela – igraju dvokružnu ligu (10 kola), s prenesenim međusobnim rezultatima iz prvog dijela
- "2. skupina" – ekipe od 6. do 10. mjesta iz prvog dijela – igraju dvokružnu ligu (10 kola), s prenesenim međusobnim rezultatima iz prvog dijela

## Sudionici
- Dinamo, Zagreb
- Don Bosco, Zagreb
- Drenova, Rijeka
- Dubrovnik, Dubrovnik
- Karlovac, Karlovac
- Kostrena, Kostrena
- Mladost II, Zagreb
- Nova Gradiška, Nova Gradiška
- Veli Vrh, Pula
- Zadar, Zadar

## Ljestvice i rezultati

### Prvi dio
| mj  | klub          | ut | pob | por | set+ | set- | bod | 2. dio      |
| --- | ------------- | -- | --- | --- | ---- | ---- | --- | ----------- |
| 1.  | Dinamo        | 18 | 17  | 1   | 52   | 10   | 49  | I. skupina  |
| 2.  | Mladost II    | 18 | 16  | 2   | 51   | 14   | 49  | I. skupina  |
| 3.  | Zadar         | 18 | 12  | 6   | 37   | 29   | 33  | I. skupina  |
| 4.  | Dubrovnik     | 18 | 9   | 9   | 37   | 29   | 31  | I. skupina  |
| 5.  | Don Bosco     | 18 | 8   | 10  | 36   | 35   | 28  | I. skupina  |
| 6.  | Veli Vrh      | 18 | 9   | 9   | 35   | 35   | 26  | II. skupina |
| 7.  | Nova Gradiška | 18 | 8   | 10  | 30   | 34   | 25  | II. skupina |
| 8.  | Karlovac      | 18 | 7   | 11  | 27   | 42   | 17  | II. skupina |
| 9.  | Drenova       | 18 | 4   | 14  | 18   | 45   | 12  | II. skupina |
| 10. | Kostrena      | 18 | 0   | 18  | 4    | 54   | 0   | II. skupina |

Utakmice su igrane od 12. listopada 2019. do 9. veljače 2020. godine.

### Drugi dio
Prenose se međusobni rezultati te se igra dvokružnim liga-sustvom. 

| mj         | klub          | ukupno     | ukupno     | ukupno     | ukupno     | ukupno     | ukupno     |            | preneseno iz prvog dijela | preneseno iz prvog dijela | preneseno iz prvog dijela | preneseno iz prvog dijela | preneseno iz prvog dijela |            | ostvareno u drugom dijelu | ostvareno u drugom dijelu | ostvareno u drugom dijelu | ostvareno u drugom dijelu | ostvareno u drugom dijelu |
| mj         | klub          | ut         | pob        | por        | set+       | set-       | bod        | ut         | pob                       | por                       | set+                      | set-                      | ut                        | pob        | por                       | set+                      | set-                      |                           |                           |
| 1. skupina | 1. skupina    | 1. skupina | 1. skupina | 1. skupina | 1. skupina | 1. skupina | 1. skupina | 1. skupina | 1. skupina                | 1. skupina                | 1. skupina                | 1. skupina                | 1. skupina                | 1. skupina | 1. skupina                | 1. skupina                | 1. skupina                | 1. skupina                | 1. skupina                |
| ---------- | ------------- | ---------- | ---------- | ---------- | ---------- | ---------- | ---------- | ---------- | ------------------------- | ------------------------- | ------------------------- | ------------------------- | ------------------------- | ---------- | ------------------------- | ------------------------- | ------------------------- | ------------------------- | ------------------------- |
| 1.         | Mladost II    | 11         | 9          | 2          | 30         | 9          | 28         |            | 8                         | 6                         | 2                         | 20                        | 9                         |            | 3                         | 3                         | 0                         | 9                         | 0                         |
| 2.         | Dinamo        | 11         | 9          | 2          | 28         | 9          | 26         | 8          | 7                         | 1                         | 22                        | 6                         | 3                         | 2          | 1                         | 6                         | 3                         |                           |                           |
| 3.         | Dubrovnik     | 11         | 3          | 8          | 15         | 25         | 11         | 8          | 1                         | 7                         | 9                         | 22                        | 3                         | 2          | 1                         | 6                         | 3                         |                           |                           |
| 4.         | Don Bosco     | 11         | 3          | 8          | 14         | 25         | 10         | 8          | 2                         | 8                         | 11                        | 19                        | 3                         | 1          | 2                         | 3                         | 6                         |                           |                           |
| 5.         | Zadar         | 12         | 4          | 8          | 12         | 31         | 9          | 8          | 4                         | 4                         | 12                        | 19                        | 4                         | 0          | 4                         | 0                         | 12                        |                           |                           |
|            |               |            |            |            |            |            |            |            |                           |                           |                           |                           |                           |            |                           |                           |                           |                           |                           |
| 2. skupina |               |            |            |            |            |            |            |            |                           |                           |                           |                           |                           |            |                           |                           |                           |                           |                           |
| 1. (6.)    | Veli Vrh      | 11         | 9          | 2          | 29         | 12         | 26         |            | 8                         | 8                         | 0                         | 20                        | 9                         |            | 3                         | 3                         | 0                         | 9                         | 3                         |
| 2. (7.)    | Nova Gradiška | 11         | 7          | 4          | 25         | 15         | 23         | 8          | 6                         | 2                         | 23                        | 14                        | 3                         | 1          | 2                         | 2                         | 9                         |                           |                           |
| 3. (8.)    | Karlovac      | 11         | 6          | 5          | 21         | 19         | 17         | 8          | 4                         | 4                         | 15                        | 15                        | 3                         | 2          | 1                         | 6                         | 4                         |                           |                           |
| 4. (9.)    | Drenova       | 11         | 5          | 6          | 20         | 22         | 15         | 8          | 4                         | 4                         | 15                        | 15                        | 3                         | 1          | 2                         | 5                         | 7                         |                           |                           |
| 5. (10.)   | Kostrena      | 10         | 0          | 10         | 3          | 30         | 0          | 8          | 0                         | 8                         | 2                         | 22                        | 2                         | 0          | 2                         | 1                         | 6                         |                           |                           |

Utakmice su igrane od 15. veljače do 8. ožujka 2020. godine (do 4. kola, kad su natjecanja prekinuta). 

## Vanjske poveznice
- hos-cvf.hr, Hrvatski odbojkaški savez
- natjecanja.hos-cvf.hr